# Cheick Diallo
Cheick Diallo (Caies, 13 de setembro de 1996) é um jogador maliano de basquete profissional que atualmente joga pelo [[Phoenix suns), disputando a National Basketball Association (NBA). Foi selecionado pelo Los Angeles Clippers na segunda rodada do draft da NBA de 2016.